# Conor Henry
Conor Henry (ur. 30 lipca 1970) – irlandzki kolarz szosowy. Olimpijczyk z Barcelony 1992, gdzie w zawodach kolarskich na szosie zajął 35. miejsce w  wyścigu indywidualnym.
Zajął dwunaste miejsce na igrzyskach Wspólnoty Narodów w 1998. Drugi na 4. etapie Tour de l’Avenir w 1992 roku.
Drugi w mistrzostwach kraju w 1994 i trzeci w 1990 i 1993. Siódmy w klasyfikacji końcowej irlandzkiego Rás Tailteann w 1994. Triumfował w całym Tour of Britain w 1992, a także był drugi na siódmym etapie w 1993 roku.